# مزرعه حاجی‌آباد
حاجی‌آباد، روستایی از توابع بخش علامرودشت شهرستان لامرد در استان فارس ایران است.

## جمعیت
این روستا در دهستان کهنویه قرار دارد و براساس سرشماری مرکز آمار ایران در سال ۱۳۹۰، جمعیت آن ۲۴ نفر (۷ خانوار) بوده‌است.